# セグアム島
セグアム島 (セグアムとう、Saĝuugamax, Seguam Island) とは、アラスカ州のアリューシャン列島アンドリアノフ諸島に属する小さな火山島。

## 地理
島は山岳で構成され、楕円形の形状をしている。
土地面積は80.04平方マイル (207.3 km2)程で、長さ16マイル (26 km) 、幅6.8マイル (10.9 km)。2000年に行われた国勢調査によると人口は1人。
複数の成層火山で構成され、中央のスコリア丘と、2つのカルデラが確認されている。

## 歴史
18世紀後半から約10の歴史的噴火が発生している。1977年3月6日の噴火では、付近の海域にいたアメリカ沿岸警備隊の船の乗組員が、島から数百メートルの火柱が上がっているところを目撃している。
直近のものは1993年に発生した。最近の火山活動は全てPyre Peak、西部カルデラ、島の最高地点で発生し、explosive eruptionと玄武岩の溶岩が流出している。